# Hatschekia argyops
Hatschekia argyops is een eenoogkreeftjessoort uit de familie van de Hatschekiidae. De wetenschappelijke naam van de soort is voor het eerst geldig gepubliceerd in 1980 door Uma Devi & Shyamasundari.